# Markus Howard
Markus Anthony Howard (Morristown, Nueva Jersey, 3 de marzo de 1999) es un baloncestista estadounidense que pertenece a la plantilla del Saski Baskonia de la liga ACB española. Con 1,78 metros de estatura, juega en la posición de base.

## Trayectoria deportiva

### Universidad
Jugó cuatro temporadas con los Golden Eagles de la Universidad Marquette, en las que promedió 21,6 puntos, 3,2 rebotes, 3,1 asistencias y 1,0 robos de balón por partido. En su primera temporada se hizo rápidamente con el puesto de titular, y acabó promediando 13,2 puntos por partido, por lo que fue incluido en el mejor quinteto freshman de la Big East Conference.
En su segunda temporada fue uno de los máximos anotadores de la División I de la NCAA, siendo incluido en el segundo mejor equipo de la conferencia. Logró además el segundo mejor porcentaje de tiros libres de la liga, con un 93,8%.
En su temporada júnior acabó promediando 25,0 puntos, 4,0 rebotes y 3,9 asistencias por partido, por lo que fue elegido Jugador del Año de la Big East. Ya en su última temporada, se convirtió en el tercer jugador en anotar 50 puntos en un partido en tres temporadas consecutivas, uniéndose a Wayman Tisdale y Pete Maravich. Además, tras anorar 40 puntos en el partido anterior, se unió a Maravich, Johnny Neumann y Bob Pettit como los únicos jugadores en las grandes conferencias en anotar 40 puntos en dos partidos consecutivos. Al acabar la misma se convirtió en el máximo anotador histórico de la conferencia, superando los 1405 puntos de Lawrence Moten. Fue incluido en el mejor quinteto de la Big East Conference y terminó como líder de anotación de la NCAA, con 27,8 puntos por partido.

#### Estadísticas
|  | Líder de la División I de la NCAA |

| Año     | Equipo    | PJ  | PT  | MPP  | %TC  | %3P  | %TL  | RPP | APP | ROB | TPP | PPP  |
| ------- | --------- | --- | --- | ---- | ---- | ---- | ---- | --- | --- | --- | --- | ---- |
| 2016–17 | Marquette | 31  | 27  | 22.0 | .506 | .547 | .889 | 2.2 | 2.3 | .8  | .1  | 13.2 |
| 2017–18 | Marquette | 34  | 31  | 31.5 | .464 | .404 | .938 | 3.2 | 2.8 | 1.0 | .1  | 20.4 |
| 2018–19 | Marquette | 34  | 34  | 33.5 | .420 | .403 | .890 | 4.0 | 3.9 | 1.1 | .0  | 25.0 |
| 2019–20 | Marquette | 29  | 29  | 33.2 | .422 | .412 | .847 | 3.5 | 3.3 | .9  | .0  | 27.8 |
| Total   | Total     | 128 | 121 | 30.1 | .444 | .427 | .882 | 3.2 | 3.1 | 1.0 | .0  | 21.6 |

### Profesional
Tras no ser elegido en el Draft de la NBA de 2020, el 18 de noviembre firmó un contrato dual con los Denver Nuggets. Disputó dos temporadas, alternando sus intervenciones con las que hizo con los Grand Rapids Gold, el filial de la G League. Con menos de seis minutos sobre la cancha por encuentro, promedió 3,4 puntos.
El 17 de julio de 2022, fichó por el Saski Baskonia de la liga ACB y la Euroliga. En octubre de 2022 se convirtió en el octavo jugador en anotar 30 puntos o más en dos partidos consecutivos en la Euroliga. Anotó 33 puntos contra el KK Partizan el 14 de octubre y 30 puntos contra el KK Crvena Zvezda el 19.

### Selección nacional
Ha sido integrante de las selecciones júnior de Estados Unidos. Con el combinado Sub-16 se llevó el oro en el FIBA Américas Sub-16 de 2015 celebrado en Argentina. Al año siguiente, también se llevó el oro en el Mundial Sub-17 celebrado en España en 2016, donde promedió 11,9 puntos por encuentro.

## Estadísticas de su carrera en la NBA

### Temporada regular
| Año     | Equipo | PJ | PT | MPP | %TC  | %3P  | %TL  | RPP | APP | ROB | TPP | PPP |
| ------- | ------ | -- | -- | --- | ---- | ---- | ---- | --- | --- | --- | --- | --- |
| 2020-21 | Denver | 37 | 1  | 5.5 | .377 | .277 | .778 | .6  | .5  | .1  | .0  | 2.8 |
| 2021-22 | Denver | 31 | 0  | 5.7 | .386 | .400 | .870 | .4  | .2  | .3  | .0  | 4.1 |
| Total   | Total  | 68 | 1  | 5.6 | .382 | .341 | .844 | .5  | .4  | .2  | .0  | 3.4 |

### Playoffs
| Año   | Equipo | PJ | PT | MPP  | %TC  | %3P  | %TL  | RPP | APP | ROB | TPP | PPP |
| ----- | ------ | -- | -- | ---- | ---- | ---- | ---- | --- | --- | --- | --- | --- |
| 2021  | Denver | 9  | 0  | 12.4 | .405 | .423 | .500 | .8  | .4  | .0  | .1  | 4.7 |
| Total | Total  | 9  | 0  | 12.4 | .405 | .423 | .500 | .8  | .4  | .0  | .1  | 4.7 |